# Regina—Lumsden
Pour les articles homonymes, voir Régina (homonymie) et Lumsden.
Regina—Lumsden fut une circonscription électorale fédérale de la Saskatchewan, représentée de 1988 à 1997.
La circonscription de Regina—Lumsden a été créée en 1987 avec des parties de Moose Jaw et Regina-Ouest. Abolie en 1996, elle fut redistribuée parmi Palliser, Qu'Appelle et Regina—Arm River.

## Géographie
En 1987, la circonscription de Regina—Lumsden comprenait:
- Une partie ouest de la Saskatchewan

## Députés
1. 1988-1993 — Les Benjamin, NPD
2. 1993-1997 — John Solomon, NPD

- NPD = Nouveau Parti démocratique